# Francisca Güemes
Francisca Güemes fue una salteña, hermana del caudillo Martín Miguel de Güemes, líder de la Guerra Gaucha contra los realistas, y de la patricia María Magdalena Dámasa "Macacha" Güemes.

## Biografía
Francisca Güemes nació en 1779 en Salta, hija de Gabriel de Güemes Montero y Bárcena y de María Magdalena de Goyechea y de la Corte.
Casó en 1809 con el general Sebastián Fructuoso de Figueroa y Toledo Pimentel, con quien tuvo varios hijos, entre ellos Catalina Luisa Figueroa Güemes y María Mercedes Figueroa Güemes.
Si bien mantenía un perfil político más bajo que sus hermanos, era patriota y conocida y apreciada en la sociedad salteña por su bondad y compasión. Ya viuda, vivía en Cerrillos, a tres leguas de Salta, cuando recibió a dos jóvenes partícipes de un fracasado atentado contra su hermano y por compasión decidió esconderlos en una bodega de su casa hasta que, tras tantear a su hermano y confirmar que no habría misericordia para con ellos, los hizo huir en mula al Alto Perú.
Su hija Catalina Luisa Figueroa Güemes casó con Francisco Manuel Costas Frías, hijo de Francisco Andrés Avelino Costas Gauna y de Justa Margarita Frías Vélez de Alcocer. Uno de sus hijas, Justa Francisca Costas y Figueroa Güemes casó con Robustiano Patrón Escobar ; dos de sus hijos fueron gobernadores de Salta, uno fue Robustiano Patrón Costas (1878-1965), gobernador de Salta (1913-1916), senador y candidato conservador a la presidencia, uno de los principales empresarios del país y propietario del Ingenio Azucarero "San Martín del Tabacal", casado con Eliséa Ortiz Isasmendi, con numerosa descendencia y el otro Luis María Patrón Costas, gobernador de Salta (1936-1940, casado con María Elena Costas Fleming. Otra de las hijas de Catalina Luisa Figueroa y Francisco Manuel Costas, Isabel Costas y Figueroa Güemes, casó con Domingo Patrón Escobar. Una de las hijas del matrimonio, Isabel Patrón Costas, fue madre del escritor salteño Juan Carlos Dávalos (1887-1959) y abuela del físico Arturo López Dávalos y del poeta Jaime Dávalos.
En cuanto a María Mercedes Figueroa Güemes casó con Miguel Gerónimo Murúa Costas, hijo de Juan Antonio Murúa y de Manuela Antonia Costas Gauna y uno de los hijos de éste matrimonio, Carlos Murúa Costas, fue el modelo para el primer retrato conocido de Güemes, pintado en la ciudad de Salta en 1876 por el pintor francés Ernest Charton.